# Jonathan Lloyd (Komponist)
Jonathan Lloyd (* 30. September 1948 in London) ist ein britischer Komponist.

## Leben
Lloyds erster Kompositionslehrer war Emile Spira, ein Schüler Anton Weberns. Während des Studiums am Royal College of Music (RCM) arbeitete er mit dem Twentieth Century Music Ensemble zusammen. Er besuchte Meisterklassen von Henri Pousseur und am Tanglewood Music Center bei György Ligeti und nahm weiteren Kompositionsunterricht bei John Lambert und Edwin Roxburgh. Er arbeitete einige Jahre als Geiger und Straßenmusiker, bevor er 1978–79 Composer in Residence am Theatersdepartment des Dartington College of Arts war.
Seine ersten Kompositionen wurden bereits während seiner Studienzeit am RCM aufgeführt. Einem größeren Publikum wurde er mit Toward the Whitning Dawn, einem Stück für Kammerorchester und Chor zum Gedenken an John Lennon bekannt, das 1981 bei einem Konzert der BBC unter der Leitung von Michael Gielen uraufgeführt wurde. Später erhielt er Kompositionsaufträge u. a. der London Sinfonietta, des BBC Symphony Orchestra und des London Philharmonic Orchestra, und seine Werke wurden unter der Leitung von Dirigenten wie Oliver Knussen, Simon Rattle und Lothar Zagrosek aufgeführt.

## Werke
- Ben's Boogie
- Between us a river before us the sea
- Blackmail
- blessed days of blue
- Cantique 2
- Concerto für Viola und kleines Orchester
- Concerto für Violine und Orchester
- Dancing In The Ruins
- Everything Returns
- Fancy Three
- Fantasy
- Feuding Fiddles
- Go blow your own
- It's All Sauce To Me
- John's Journal
- Keir's Kick
- Like Fallen Angels
- Mass
- Missa brevis
- O Sacrum Convivium
- One Step More
- Praxis
- Restless Night
- Scattered Ruins 2
- Songs From The Other Shore
- Symphony no. 1
- Symphony no. 2
- Symphony no. 3
- Symphony no. 4
- Symphony no. 5
- The Apprentice's Sorcery
- The Five Senses
- The Bird Of Pardise
- The Mill Of Memories
- The Shorelines Of Certainty
- Three Dances
- Tolerance
- Toward The Whitening Dawn
- True Refuge
- Waiting For Gozo
- Wa-Wa Mozart
- Won't It Ever Be Morning